# Brookings (Oregon)
Brookings – miasto w Stanach Zjednoczonych, w stanie Oregon, w hrabstwie Curry, leżące na wybrzeżu Pacyfiku. Nazwa miasta pochodzi od nazwiska  John E. Brookingsa, dyrektora przedsiębiorstwa drzewnego, który założył miejscowość w 1913 roku.